# Distretto di Nagaoka
Il distretto di Nagaoka (長岡郡, Nagaoka-gun?) è uno dei distretti della prefettura di Kōchi, in Giappone.
Attualmente fanno parte del distretto i comuni di Motoyama e Ōtoyo.
| Controllo di autorità | VIAF (EN) 258438529 · NDL (EN, JA) 00395752 |